# Disperis lanceolata
Disperis lanceolata là một loài thực vật có hoa trong họ Lan. Loài này được Bosser & la Croix mô tả khoa học đầu tiên năm 2002.